# Myrmeciza atrothorax
Myrmeciza atrothorax là một loài chim trong họ Thamnophilidae.